# Kanchagallu, Kadur
Kanchagallu là một làng thuộc tehsil Kadur, huyện Chikmagalur, bang Karnataka, Ấn Độ.